# Grupo Desportivo de Chaves
Maillots
Actualités
Le Grupo Desportivo de Chaves est un club de football portugais basé à Chaves dans le nord du Portugal.

## Historique
Le GD Chaves est fondé le 27 septembre 1949, à la suite d'une fusion entre deux clubs : Atlético Clube Flaviense et Flávia Sport Clube 
Après cette fusion, l'objectif est d'accéder à la deuxième Division nationale ; c'est chose faite après l'avoir manquée trois fois en 1952-1953. La saison suivante, le club termine à la septième place. La saison est marquée par la création de son école de football à l'initiative de l'entraîneur de l'équipe fanion Fonseca Da Silva ainsi que la construction d'une tribune du estadio municipal de Chaves. 
Deux saisons plus tard, le club inscrit pour la première fois de son histoire une équipe de jeunes. Le club parvient à se maintenir en deuxième division pendant cinq saisons d'affilée malgré toutes les difficultés (financières et administratives) rencontrées. 
La saison 1960-1961 a raison du club qui descend en troisième division. 
À la fin des années 1960, on assiste à une réorganisation du club, le club évolue en troisième division pendant douze saisons, la saison 1972-1973 est synonyme d'accession à la deuxième division et marquée par le « cas Lourosa » ; la Fédération portugaise de football valide finalement la montée du club obtenue sur le terrain. 
Le club évolue ensuite en deuxième division pendant onze saisons marquées par le décès de Fernando Pascoal das Neves dit « Pavao » (1974) ; premier déplacement à l'étranger (aux États-Unis en 1977) ainsi que l'inauguration de la pelouse et de l'éclairage du stade avec les participations du SL Benfica et Vitoria de Setubal (1978).
C'est à la fin de la saison 1984-1985 que le club obtient la montée en première division du championnat portugais de football. Lors de sa première saison, le club obtient la sixième place et atteint le quart de finale de la coupe du Portugal. 
La saison suivante, les hommes de Raul Aguas obtiennent le meilleur classement de l'histoire du club : cinquième place synonyme de qualification en coupe d'Europe. Performance réitérée lors de la saison 1989-1990.
Lors de la saison 1987-1988, le club atteint les seizième de finale de la coupe de l'UEFA : après avoir éliminé l'Universitatea Craiova, le GD Chaves est éliminé par les Hongrois du Honved Budapest.
Le club évolue en première division pendant huit saisons, après une saison en deuxième division (saison 1992-1993) le club retourne en première division et y reste cinq saisons. Sa dernière participation en première division remonte à 1998-1999 durant laquelle elle termine à la 17e place. 
Le GD Chaves évolue ensuite huit saisons en deuxième division sans parvenir à monter en première division ; pire, lors de la saison 2006-2007 le club descend en troisième division. 
La saison 2008-2009 est synonyme de retour en deuxième division après avoir disputé contre Penafiel un play off d'accession.
La saison suivante, le GD Chaves réussit l'exploit d'atteindre la finale de la coupe du Portugal perdue contre le FC Porto (champion en titre) 1-0, éliminant plusieurs équipes de première division ;  la même saison, le club retourne en troisième division. 
Le club traverse ensuite une énorme crise sportive et financière qui entraîne son insolvabilité, le club étant même aux portes de la cessation d'activité. C'est alors que Francisco Carvalho, socio du club, décide de reprendre la direction du club et éponge l'ensemble des dettes du club. 
Lors de la saison 2012-2013, les hommes de João Pinto obtiennent le titre de champion de troisième division « zone nord » et champion de troisième division nationale. C'est le premier titre national obtenu par le club dans son histoire.
Durant la saison 2013-2014, le club évolue en deuxième division, l'équipe termine huitième la première saison, la saison suivante, le club termina troisième à égalité de points avec le deuxième Uniao da Madeira manquant de très peu l'accession à la première division : inédit dans le monde du football, l'accession en première division s'est jouée à une seconde près puisque avant l'égalisation de André Carvalhas pour CD Tondela à la dernière minute de la dernière journée du championnat liga 2, le GD Chaves était premier du classement, après l'égalisation le club s'est retrouvé troisième du championnat.
Après cet échec, la direction du club décide de confier les rênes du club à Victor Oliveira qui a connu huit montées à l'étage supérieur durant sa carrière. L'objectif pour la saison 2015-2016 est affiché : la montée en Primeria Liga quittée en 1998-1999. Le 8 mai 2016, pour l'avant-dernière journée de compétition, Chaves obtient le nul sur le terrain de Portimonense, et est ainsi assuré de finir deuxième du championnat de deuxième division, synonyme de montée en première division. Ils terminent derrière le FC Porto B et devant le CD Feirense, avec 81 pts, et une différence de buts de +21.

## Palmarès
- Coupe du Portugal :
  - Finaliste : 2010

- II divisao :
  - Champion : 2013

## Bilan saison par saison
| Saison    | I   | II  | III | IV  | V |
| 1960-1961 |     | 4   |     |     |   |
| 1961-1962 |     |     | 4   |     |   |
| 1962-1963 |     |     | 2   |     |   |
| 1963-1964 |     |     | 3   |     |   |
| 1964-1965 |     |     | 3   |     |   |
| 1965-1966 |     |     | 2   |     |   |
| 1966-1967 |     |     | 3   |     |   |
| 1967-1968 |     |     | 2   |     |   |
| 1968-1969 |     |     | 3   |     |   |
| 1969-1970 |     |     | 5   |     |   |
| ...       | ... | ... | ... | ... |   |
| 1985-1986 | 6   |     |     |     |   |
| 1986-1987 | 5   |     |     |     |   |
| 1987-1988 | 7   |     |     |     |   |
| 1988-1989 | 13  |     |     |     |   |
| 1989-1990 | 5   |     |     |     |   |
| 1990-1991 | 8   |     |     |     |   |
| 1991-1992 | 9   |     |     |     |   |
| 1992-1993 | 18  |     |     |     |   |
| 1993-1994 |     | 3   |     |     |   |
| 1994-1995 | 14  |     |     |     |   |
| 1995-1996 | 15  |     |     |     |   |
| 1996-1997 | 10  |     |     |     |   |
| 1997-1998 | 16  |     |     |     |   |
| 1998-1999 | 17  |     |     |     |   |
| 1999-2000 |     | 12  |     |     |   |
| 2000-2001 |     | 10  |     |     |   |
| 2001-2002 |     | 5   |     |     |   |
| 2002-2003 |     | 7   |     |     |   |
| 2003-2004 |     | 10  |     |     |   |
| 2004-2005 |     | 17  |     |     |   |
| 2005-2006 |     | 8   |     |     |   |
| 2006-2007 |     | 16  |     |     |   |
| 2007-2008 |     |     | 4   |     |   |
| 2008-2009 |     |     | 2   |     |   |
| 2009-2010 |     | 15  |     |     |   |
| 2010-2011 | -   | -   | -   | -   | - |
| 2011-2012 | -   | -   | -   | -   | - |
| 2012-2013 |     |     | 1   |     |   |
| 2013-2014 |     | 8   |     |     |   |
| 2014-2015 |     | 3   |     |     |   |
| 2015-2016 |     | 2   |     |     |   |
| 2016-2017 | 11  |     |     |     |   |
| 2017-2018 | 6   |     |     |     |   |
| 2018-2019 | 16  |     |     |     |   |
| 2019-2020 |     | 12  |     |     |   |
| 2020-2021 |     | 6   |     |     |   |
| 2021-2022 |     | 3   |     |     |   |
| 2022-2023 | 7   |     |     |     |   |
| 2023-2024 | 18  |     |     |     |   |

## Anciens joueurs
- Antonio Borges
- António Jesus
- Carlos Carvalhal
- Ovidiu Cuc
- Lucian Marinescu
- Gilberto
- Gustavo Manduca
- João Alves
- Marcel Sabou
- Jorge Plácido
- Kasongo
- Padrao
- Paulo Alexandre
- Rui Correia
- Ricardo Chaves
- Georgi Slavkov
- Tony
- Zito

## Anciens entraineurs
- Iosif Fabian
- João Pinto
- José Romão
- Leonardo Jardim
- Litos
- Luís Norton de Matos
- Raul Águas